# Voo Aeroflot 821
O voo Aeroflot 821 foi um voo operado pela Aeroflot-Nord, uma divisão da Aeroflot, que caiu próximo ao Aeroporto Bolshoye Savino, no distrito industrial de Perm (57° 58′ 17″ N, 56° 12′ 54″ L), em 14 de setembro de 2008. Todos os seus 83 passageiros e 5 tripulantes morreram. O avião caiu sobre a linha férrea Transiberiana, o que obrigou a suspender o tráfego no trecho Yekaterimburgo-Perm.

## Causas
As causas do acidente foram  desorientação espacial da tripulação e falha do comandante na programação do piloto automático na fase final do voo, fazendo com que a aeronave fizesse uma descendente à esquerda, colidindo contra o solo. A perda de orientação espacial ocorreu durante o voo noturno, entre nuvens, com o piloto automático desativado e controle automático de potência. Os fatores que contribuíram para a perda de orientação e a inabilidade para a recuperação, foram a falta de treinamento da tripulação para pilotar aquele modelo de aeronave, falha de gerenciamento e incapacidade para lidar com os equipamentos mais complexos da aeronave como os Indicadores de Direção de Atitude (Attitude Director Indicator - ADI). O equipamento era mais complexo do que os que a tripulação estava habituada a operar em aviões como Tu-134 e Antonov 2. Além destes fatores, uma quantidade não especificada de álcool foi encontrada no corpo do piloto, que também estava sendo submetido a um excesso de carga de trabalho.

## Mortes
| Nacionalidade  | Mortes |
| -------------- | ------ |
| Rússia         | 67     |
| Azerbaijão     | 9      |
| Ucrânia        | 5      |
| França         | 1      |
| Suíça          | 1      |
| Letônia        | 1      |
| Estados Unidos | 1      |
| Alemanha       | 1      |
| Turquia        | 1      |
| Itália         | 1      |
| Total          | 88     |

Entre os mortos está o coronel militar russo Gennady Troshev.